# Acmispon americanus
Acmispon americanus là một loài thực vật có hoa trong họ Đậu. Loài này được (Nutt.) Rydb. mô tả khoa học đầu tiên.

## Hình ảnh

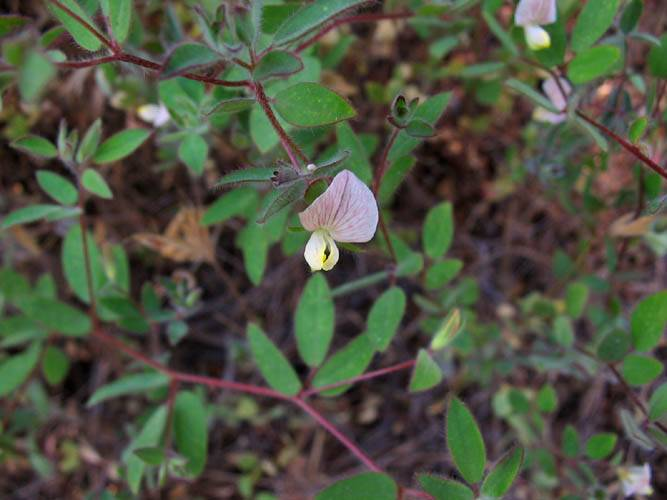